# Joseph Wells (crickettista)
Joseph Wells (Penshurst Place, 14 luglio 1828 – Liss, 14 ottobre 1910) è stato un crickettista e allenatore di cricket inglese. È il padre del famoso scrittore H. G. Wells.
Come giocatore ricoprì i ruoli di battitore e lanciatore.
Giocò nel corso della sua carriera in First Class, principalmente con il Kent West Club.

## Biografia

### Infanzia
Joseph Wells nasce a Penshurst Place, nel Kent, da Joseph Wells (Irlanda, 1793 - 23 agosto 1859) e Elizabeth Broomfield (Rochester, 27 febbraio 1794 - Penshurst, 5 novembre 1859).
Il padre fu capo giardiniere presso i Lord de Lisle, attuali Visconti De L'Isle a Penshurst Place. Il 23 febbraio 1818 sposa Elizabeth, dalla quale ha diversi figli, almeno otto: Charles Edward, Henry, Edward, William, Lucy, Elizabeth, Hannah e ultimo di questi Joseph. Lo zio del padre di Joseph era invece Timothy Duke, giocatore di cricket professionista e produttore di mazze e di palle da cricket; Duke era uno dei pochi arricchiti di Penshurst Place, rispetto alla rimanenza della popolazione che prestavano servizi come domestici, giardinieri e servi.

### Giardiniere presso Redleaf
Joe trova lavoro come giardiniere a Redleaf, vicino a Penshurst Place, presso Mr. Joseph Wells, nonostante l'omonimia i due non avevano parentela, un anziano gentiluomo dai gusti liberali, che prese in simpatia il giovane Joe, spronandolo alla lettura, prestandogli dei libri sulla botanica e sul giardinaggio. Mr. Wells era interessato all'arte, e uno dei suoi amici, un frequente visitatore di Redleaf era Sir Edwin Landseer, noto per i suoi dipinti con soggetti animal e per i suoi leoni nella Colonna di Nelson a Trafalgar Square. Joe si presterà a fare da modello in diverse tele dell'artista, tra le quali, per molti anni furono esposte alla National Gallery, tra queste  The Maid and the Magpie, famosa tela in cui si vede un giovane Wells sbirciare una lattaia, con lo sfondo della Chiesa di San Giovanni Battista a Penshurst. In seguito i dipinti di Landseer furono tutti mandati alla Tate Gallery a Millbank e lì un'improvvisa alluvione ne danneggiò o distrusse la maggior parte e cancellò del tutto quel periodo storico di Joe.
Già in questo periodo, Joe si reca dopo il lavoro, quando possibile, al campo da gioco di Penshurst Place per giocare a cricket prima del tramonto.
Joe ha sempre cercato di migliorarsi, tenendo in casa libri, come Young Man's Companion (1737), diviso in due volumi, e diversi numeri di Orr's Circle of Science; inoltre aveva una attitudine al disegno, disegnando spesso nature morte, e la passione per le piante, delle quali raccoglieva esemplari, che in seguito schiacciava tra due fogli di carta assorbente e le ritirava.

Dopo la morte di Mr. Joseph Wells, non si hanno notizie dei lavori svolti da Joe. Il figlio scriverà che forse il padre si trasferì a Crowe, dove lavorò come giardiniere o aiuto giardiniere fino al 1851. La morte del suo datore di lavoro provocò in Wells un senso di inquietudine sulle aspettative per la sua visione della vita. Esprimeva spesso la volontà di emigrare in America o in Australia, con tangibile agitazione. Secondo H. G. Wells la cordialità di Mr. Joseph Wells di Redleaf abbia suscitato vaghe speranze e ambizioni nel padre, e che sia stato deluso da un inizio nella vita dalla morte del vecchio.
(An Experiment in Autobiography H. G. Wells 1934)

### Uppark 1851 e il trasferimento a Midhurst
Nel 1851 trova lavoro come giardiniere presso Uppark, l'importante dimora del XVII secolo appartenuta al barone Sir Matthew Fetherstonhaugh, situata nei pressi di South Harting. Sarà in questo periodo che Joseph conosce Sarah Neil (Chichester, 10 ottobre 1822 - Liss, 1905), figlia di George Neal (Chichester, 1797 - Midhurst, 1853) un locandiere di Midhurst nel West Sussex e di Sarah Benham (Chichester, 17 gennaio 1796 - Midhurst, 1853), che nella tenuta prestava servizio come domestica, dopo aver svolto dal 1836 al 1840 l'obbligo di apprendistato come sarta e parrucchiera.
Nello stesso anno, in primavera la madre si ammala, e Joe lascia Uppark per starle più vicino. In estate si reca a Midhurst, presentandosi come fidanzato di Sarah. Joe in quel periodo si trasferisce dal fratello, Charles Edward, nel Gloucestershire, in attesa di trovare un altro posto dove soggiornare. Suo padre si ammala improvvisamente in estate e ad agosto muore; in seguito pure la madre peggiora, morendo il 5 novembre. In questo periodo trova lavoro come giardiniere presso Sir. Francis a Trentham nello Staffordshire

#### Il matrimonio con Sarah Neil
Joe torna così a Midhurst, dove chiede la mano di Sarah. Si sposarono a Londra, il 22 ottobre 1853 presso la St. Stephen's Church.
Dall'unione tra Joe e Sarah nasceranno quattro figli:
- Frances Sarah (Schuckbrugh, 1855 - Bromley 14 gennaio 1864)
- Francis Charles (Bromley, 14 febbraio 1857 - Liss 5 maggio 1933)
- Frederick Joseph (Bromley 22 agosto 1862 - Bournemouth, 15 luglio 1954)
- Herbert George (Bromley, 21 settembre 1866 – Londra, 13 agosto 1946)[11][12][13][14]; quest'ultimo diventerà uno degli scrittori più popolari della sua epoca; autore di alcune delle opere fondamentali della fantascienza, è oggi ricordato come uno degli iniziatori di tale genere narrativo.[15][16][17][18].

Dopo il matrimonio, Joe e Sarah non ebbero modo di frequentarsi, vivendo assieme in maniera intermittente, visto il suo impegno come giardiniere presso Trentham.
Nel 1854, Joe trova lavoro e una piccola casa presso Shuckburgh Park, nel Midlands. La felicità per la nuova casa è percepibile dagli scritti del diario della madre del 5 aprile, che H. G. Wells, riporterà fedelmente nella sua autobiografia del 1934.
Il 17 luglio 1855, dopo la nascita della figlia, Sir Francis licenzia Joe, non per la sua incapacità come giardiniere, ma per il suo carattere impaziente e il suo temperamento intrattabile. In questo periodo Joe ripensa di partire per cercare lavoro prima in Australia, come minatore, e poi in seguito in America per cercar fortuna, idea che abbandonò con la nascita del suo secondo figlio.

#### Considerazioni di H. G. Wells su Joe Wells e Sarah Neil
Nella sua autobiografia, H. G. Wells ripercorre la vita di entrambi i genitori, dedicando molto spazio all'interno dell'opera, ad entrambi infatti è dedicato un intero capitolo dove H. G. approfondisce i sogni, le preoccupazioni e uno spaccato di vita di entrambi. La continua ricerca da parte del padre di un'elevazione sociale che permetterebbe alla famiglia un maggior benessere, la difficoltà nel prendere ordini, che gli costerà il posto di lavoro a Trentham, e la continua ricerca di un riscatto culturale, Wells descrive una serie di fallimenti del padre che lasciano a quest'ultimo l'amaro in bocca, con lo svilupparsi di idee estreme come l'incolpare la sorte per le mancate occasioni a Redleaf o l'idea che si presenterà più volte nella vita di Joe di emigrare in cerca di fortuna, un carattere in netta contrapposizione con quello descritto della madre, descritta come ingenua e timorata di Dio, non ha alcuna aspirazione, se non quella di restare al suo posto, svolgendo il suo lavoro, senza porsi domande sulla vita, ma vedendo la stessa come un disegno più grande e incomprensibile.
H. G. continua le sue considerazioni affermando che Sarah era stata addestrata come cameriera di una signora e non come casalinga non credendo che avesse la flessibilità mentale per passare a nuove occasioni. Era quel tipo di donna che è una cuoca incorreggibilmente cattiva. Per natura e per educazione, apparteneva a quella classe media di dipendenti che occupava situazioni, svolgeva mansioni rigorosamente definite, dava o mancava di dare soddisfazione e non aveva affatto idee al di fuori di quella dipendenza. Persone di quella qualità risparmiate per un giorno di pioggia ma erano senza la minima traccia di capacità produttive o acquisitive primarie lo era in tutta innocenza, ma la percezione di H. G. fu che suo padre avrebbe potuto avere un aiutante più efficiente nella lotta per la vita, come avveniva nel XIX secolo individualista ma condivideva la sua incapacità di ottenere e detenere le cose
Wells reputava entrambi innocenti economici fatti da e per un ordine sociale, uno schema di cose, che stava cadendo a pezzi tutto su di loro. E in cerca di stabilità in un mondo che si stava già aprendo verso l'avventura, si gettarono in quel buco insanitario che avevo già descritto, nel quale ero nato, e dal quale non erano riusciti a scappare per ventiquattro anni tristi.

### Atlas House (1855-1880)
La famiglia rientrava nel ceto della bassa borghesia dal momento che non c'erano ripari o aiuti nel mondo mentre uno era senza lavoro ma la scarsa ospitalità della propria famiglia, l'idea di diventare padrone di se stessi e ottenere una casa per se stessi anche con un reddito incerto è diventato molto allettante, solo un'eredità e tutti i pochi risparmi messi da parte negli anni, permisero loro di rilevare, a condizioni estremamente ragionevoli il 23 ottobre 1855 il negozio di un cugino di Joe, George Wells, situato in High Street a Bromley nel Kent, nel quale vendettero porcellana, stoviglie ed in seguito articoli sportivi, anche se l'investimento non fu mai prosperoso

Si chiamava Atlas House a causa di una lampada raffigurante l'atlante nella vetrina del negozio. Joe anticipò la sua eredità di cento sterline, concluse l'affare e si mise in proprio. Spese tutti i suoi risparmi e le sue riserve disponibili trasferendosi con Sarah in gravidanza al 47 High Street, in tempo per portare alla luce quello che sarà il fratello maggiore di H. G. Wells, Frederick Wells alias Freddy. Come dirà Wells nella sua autobiografia fin dall'inizio questo business non ha pagato e pagherà sempre meno. Ma ora non avevano modo di uscirne e andare da nessun'altra parte. L'acquisto dell'attività risulterà essere sin da subito un fiasco, nel suo diario Joe si lamenterà di essere stato ingannato dai suoi stessi parenti,
(Experiment in Autobiography, H. G. Wells 1934)
Per arrotondare il magro reddito, il padre, oltre che negoziante, si cimentò nella carriera di giocatore professionista di cricket per il Kent, dal quale ricevette, saltuariamente, diverse somme di denaro, giunte da donazioni alla squadra, o dai relativi pagamenti dei Club con i quali disputavano le partite, e che gli permisero di arrotondare il magro reddito del negozio.

#### La nascita dei figli e la morte di Frances Sarah Wells
Nel 1862 nacque il fratello Freddy, tutto sommato qualche anno più tardi, nel 1864 Sarah Neal ebbe la sua grande tragedia, quando Frances Sarah Wells, alias Fanny (1855 - 1864) la sorella di Wells morì di appendicite. La natura dell'appendicite era sconosciuta in quel periodo, e veniva generalmente definita infiammazione delle viscere, poiché Funny era stata ad una festa del tè per bambini un giorno o due prima del suo attacco, la madre nella sua angoscia per questo colpo improvviso, balzò alla conclusione che a Fanny era stato dato qualcosa di inadatto da mangiare, rifiutandosi di riconciliarsi con i vicini e rifiutandosi di parlare con loro, vietando ai figli di menzionarli.
Secondo Wells, la sorella era stata una ragazzina molto intelligente, precoce e fragile, una ragazzina al coperto che aveva deliziato il cuore della madre, Wells trarrà le conclusioni diversi anni dopo, concludendo che la sorella soffrisse di una carenza di vitamine, trovando riscontro dagli scritti del dott. W. R. Ackroyd nel testo Vitamins and other Dietary Essentials. La nascita di Herbert, due anni più tardi, e la prematura scomparsa di Funny, influenzerà la madre, la quale sottoporrà i figli a una ferrea dieta a base di fegato di merluzzo.
In questo periodo la condizione economica della famiglia Wells peggiorò in maniera drammatica, la sub-urbanizzazione della città portò un netto miglioramento del servizio passeggeri dello scambio merci fomentato dall'apertura di una seconda stazione ferroviaria che rese sempre più facile per le persone lo spostamento a Londra, nella stessa maniera, i rivenditori di Londra poterono entrare maggiormente in concorrenza con i commercianti locali, causando un grave danno a questi ultimi.
Sarah sarà la prima insegnante di Wells, insegnandogli a scrivere e a leggere, fino a che si rese conto che l'istruzione del figlio dovesse essere tesa a livelli più alti, facendo partire il giovane assieme al fratello Freddy in una casa-scuola nei pressi di Drill Hall, tenuto dalla signora Knott, una signora anziana non qualificata e la sua altrettanto non qualificata figlia Miss Salmon, dove Wells ebbe modo di imparare le mie tabelle di pesi e misure, leggere le parole di due o più sillabe e fare somme.
Nel 1877 il padre si frattura la gamba, ponendo fine alla sua carriera di cricker e alle entrate che contribuivano assieme a quelle del negozio al mantenimento della famiglia, obbligando i figli a cercare impieghi come apprendisti per poter così contribuire all spese famigliari.

## Carriera
Wells era spesso accusato dalla moglie di trascurare il negozio a vantaggio della sua passione per il cricket, ma fu proprio grazie a quello che la piccola attività riuscì a resistere, fino a che, diverso tempo dopo fosse finalmente venduta. Non era mai stato veramente interessato al commercio delle stoviglie e vendeva poco, ma ha sviluppato la sua giovanile capacità di giocare a cricket che aveva tenuto in vita durante la sua permanenza a Uppark, battitore destrorso, cominciò a giocare a livello amatoriale sin dalla giovane età. Secondo H. G. Nella sua autobiografia, ha rianimato il club locale e ha sempre avuto un lavoro di durata variabile come un bowler professionista e istruttore di cricket nelle vicinanze. Dal 1857 al 1861, ricopre il ruolo di battitore titolare per il Kent West Club. Dal 1862 al 1863 ricopre il ruolo di lanciatore per il Kent Country Team.
Il 26 giugno 1862, nella partita tra Kent e Sussex sarà il primo lanciatore a prendere quattro wickets consecutivi in un torneo di First Class, eliminando James Dean, Spencer Leigh (pronipote di Jane Austen), Charles Ellis e Richard Fillery.
Nel 1863 torna nuovamente nel Kent West Club, dove ci rimarrà fino al 1869.
Continuerà a giocare e ad allenare fino al 1877, anno in cui si rompe la gamba e pone fine alla sua carriera.

### Statistiche carriera
- Matches = 8
- Runs Scored = 48
- Media battuta = 4,36
- 100s/50s1 = 0/0
- Miglior punteggio = 10
- Palle lanciate = 453
- Wickets = 15
- Bowling average = 9,14
- 5 Wickets per Innings = 1
- 10 Wickets per match = -
- Best bowling = 6-35
- Catches/Stumpings1= 6/-

## Albero genealogico
|  |  |  |  | Edward Wells (1765-1831)              | Edward Wells (1765-1831)              | Edward Wells (1765-1831)              | Edward Wells (1765-1831)              | Edward Wells (1765-1831)              | Edward Wells (1765-1831)              |                          |                          |                          |                          |                          |                          | Mary Scott (1764-1815) | Mary Scott (1764-1815) | Mary Scott (1764-1815)              | Mary Scott (1764-1815)   | Mary Scott (1764-1815)   | Mary Scott (1764-1815)   |                          |                          |  |  |                                   |                                   |                                       |                                       |                                            |                                            |                                            |                                            |                                            |                                            |                                    |                                    |                                    |                                    |                                    |                                    |                            |                            |                            |                            |                            |                            |  |  |  |  |                                |                                |                                |                                |                                |                                |  |  |
|  |  |  |  | Edward Wells (1765-1831)              | Edward Wells (1765-1831)              | Edward Wells (1765-1831)              | Edward Wells (1765-1831)              | Edward Wells (1765-1831)              | Edward Wells (1765-1831)              |                          |                          |                          |                          |                          |                          | Mary Scott (1764-1815) | Mary Scott (1764-1815) | Mary Scott (1764-1815)              | Mary Scott (1764-1815)   | Mary Scott (1764-1815)   | Mary Scott (1764-1815)   |                          |                          |  |  |                                   |                                   |                                       |                                       |                                            |                                            |                                            |                                            |                                            |                                            |                                    |                                    |                                    |                                    |                                    |                                    |                            |                            |                            |                            |                            |                            |  |  |  |  |                                |                                |                                |                                |                                |                                |  |  |
|  |  |  |  |                                       |                                       |                                       |                                       |                                       |                                       |                          |                          |                          |                          |                          |                          |                        |                        |                                     |                          |                          |                          |                          |                          |  |  |                                   |                                   |                                       |                                       |                                            |                                            |                                            |                                            |                                            |                                            |                                    |                                    |                                    |                                    |                                    |                                    |                            |                            |                            |                            |                            |                            |  |  |  |  |                                |                                |                                |                                |                                |                                |  |  |
|  |  |  |  |                                       |                                       |                                       |                                       |                                       |                                       | Joseph Wells (1793–1859) | Joseph Wells (1793–1859) | Joseph Wells (1793–1859) | Joseph Wells (1793–1859) | Joseph Wells (1793–1859) | Joseph Wells (1793–1859) |                        |                        |                                     |                          |                          |                          |                          |                          |  |  | Elizabeth Broomfield (1794 -1859) | Elizabeth Broomfield (1794 -1859) | Elizabeth Broomfield (1794 -1859)     | Elizabeth Broomfield (1794 -1859)     | Elizabeth Broomfield (1794 -1859)          | Elizabeth Broomfield (1794 -1859)          |                                            |                                            |                                            |                                            |                                    |                                    |                                    |                                    |                                    |                                    |                            |                            |                            |                            |                            |                            |  |  |  |  |                                |                                |                                |                                |                                |                                |  |  |
|  |  |  |  |                                       |                                       |                                       |                                       |                                       |                                       | Joseph Wells (1793–1859) | Joseph Wells (1793–1859) | Joseph Wells (1793–1859) | Joseph Wells (1793–1859) | Joseph Wells (1793–1859) | Joseph Wells (1793–1859) |                        |                        |                                     |                          |                          |                          |                          |                          |  |  | Elizabeth Broomfield (1794 -1859) | Elizabeth Broomfield (1794 -1859) | Elizabeth Broomfield (1794 -1859)     | Elizabeth Broomfield (1794 -1859)     | Elizabeth Broomfield (1794 -1859)          | Elizabeth Broomfield (1794 -1859)          |                                            |                                            |                                            |                                            |                                    |                                    |                                    |                                    |                                    |                                    |                            |                            |                            |                            |                            |                            |  |  |  |  |                                |                                |                                |                                |                                |                                |  |  |
|  |  |  |  |                                       |                                       |                                       |                                       |                                       |                                       |                          |                          |                          |                          |                          |                          |                        |                        |                                     |                          |                          |                          |                          |                          |  |  |                                   |                                   |                                       |                                       |                                            |                                            |                                            |                                            |                                            |                                            |                                    |                                    |                                    |                                    |                                    |                                    |                            |                            |                            |                            |                            |                            |  |  |  |  |                                |                                |                                |                                |                                |                                |  |  |
|  |  |  |  |                                       |                                       |                                       |                                       |                                       |                                       |                          |                          |                          |                          |                          |                          |                        |                        |                                     |                          |                          |                          |                          |                          |  |  |                                   |                                   |                                       |                                       |                                            |                                            |                                            |                                            |                                            |                                            |                                    |                                    |                                    |                                    |                                    |                                    |                            |                            |                            |                            |                            |                            |  |  |  |  |                                |                                |                                |                                |                                |                                |  |  |
|  |  |  |  |                                       |                                       |                                       |                                       |                                       |                                       |                          |                          |                          |                          |                          |                          |                        |                        | Charles Edward Wells (1818-1891)    |                          |                          |                          |                          |                          |  |  |                                   |                                   |                                       |                                       |                                            |                                            |                                            |                                            |                                            |                                            |                                    |                                    |                                    |                                    |                                    |                                    |                            |                            |                            |                            |                            |                            |  |  |  |  |                                |                                |                                |                                |                                |                                |  |  |
|  |  |  |  |                                       |                                       |                                       |                                       |                                       |                                       |                          |                          |                          |                          |                          |                          |                        |                        |                                     |                          |                          |                          |                          |                          |  |  |                                   |                                   |                                       |                                       |                                            |                                            |                                            |                                            |                                            |                                            |                                    |                                    |                                    |                                    |                                    |                                    |                            |                            |                            |                            |                            |                            |  |  |  |  |                                |                                |                                |                                |                                |                                |  |  |
|  |  |  |  |                                       |                                       |                                       |                                       |                                       |                                       |                          |                          |                          |                          |                          |                          |                        |                        |                                     |                          |                          |                          |                          |                          |  |  |                                   |                                   |                                       |                                       | Mary Ann Wells (1847- )                    |                                            |                                            |                                            |                                            |                                            |                                    |                                    |                                    |                                    |                                    |                                    |                            |                            |                            |                            |                            |                            |  |  |  |  |                                |                                |                                |                                |                                |                                |  |  |
|  |  |  |  |                                       |                                       |                                       |                                       |                                       |                                       |                          |                          |                          |                          |                          |                          |                        |                        |                                     |                          |                          |                          |                          |                          |  |  |                                   |                                   |                                       |                                       |                                            |                                            |                                            |                                            |                                            |                                            |                                    |                                    |                                    |                                    |                                    |                                    |                            |                            |                            |                            |                            |                            |  |  |  |  |                                |                                |                                |                                |                                |                                |  |  |
|  |  |  |  |                                       |                                       |                                       |                                       |                                       |                                       |                          |                          |                          |                          |                          |                          |                        |                        | Ann Stephens (1814- )               |                          |                          |                          |                          |                          |  |  |                                   |                                   |                                       |                                       |                                            |                                            |                                            |                                            |                                            |                                            |                                    |                                    |                                    |                                    |                                    |                                    |                            |                            |                            |                            |                            |                            |  |  |  |  |                                |                                |                                |                                |                                |                                |  |  |
|  |  |  |  |                                       |                                       |                                       |                                       |                                       |                                       |                          |                          |                          |                          |                          |                          |                        |                        |                                     |                          |                          |                          |                          |                          |  |  |                                   |                                   |                                       |                                       |                                            |                                            |                                            |                                            |                                            |                                            |                                    |                                    |                                    |                                    |                                    |                                    |                            |                            |                            |                            |                            |                            |  |  |  |  |                                |                                |                                |                                |                                |                                |  |  |
|  |  |  |  |                                       |                                       |                                       |                                       |                                       |                                       |                          |                          |                          |                          |                          |                          |                        |                        |                                     |                          |                          |                          |                          |                          |  |  |                                   |                                   |                                       |                                       |                                            |                                            |                                            |                                            |                                            |                                            |                                    |                                    |                                    |                                    |                                    |                                    |                            |                            |                            |                            |                            |                            |  |  |  |  |                                |                                |                                |                                |                                |                                |  |  |
|  |  |  |  |                                       |                                       |                                       |                                       |                                       |                                       |                          |                          |                          |                          |                          |                          |                        |                        |                                     |                          |                          |                          |                          |                          |  |  |                                   |                                   |                                       |                                       |                                            |                                            |                                            |                                            |                                            |                                            |                                    |                                    |                                    |                                    |                                    |                                    |                            |                            |                            |                            |                            |                            |  |  |  |  |                                |                                |                                |                                |                                |                                |  |  |
|  |  |  |  |                                       |                                       |                                       |                                       |                                       |                                       |                          |                          |                          |                          |                          |                          |                        |                        | William Wells (1820-1881)           |                          |                          |                          |                          |                          |  |  |                                   |                                   |                                       |                                       |                                            |                                            |                                            |                                            |                                            |                                            |                                    |                                    |                                    |                                    |                                    |                                    |                            |                            |                            |                            |                            |                            |  |  |  |  |                                |                                |                                |                                |                                |                                |  |  |
|  |  |  |  |                                       |                                       |                                       |                                       |                                       |                                       |                          |                          |                          |                          |                          |                          |                        |                        |                                     |                          |                          |                          |                          |                          |  |  |                                   |                                   |                                       |                                       |                                            |                                            |                                            |                                            |                                            |                                            |                                    |                                    |                                    |                                    |                                    |                                    |                            |                            |                            |                            |                            |                            |  |  |  |  |                                |                                |                                |                                |                                |                                |  |  |
|  |  |  |  | John Candy (1795-1857)                |                                       |                                       |                                       |                                       |                                       |                          |                          |                          |                          |                          |                          |                        |                        |                                     |                          |                          |                          |                          |                          |  |  |                                   |                                   |                                       |                                       |                                            |                                            |                                            |                                            |                                            |                                            |                                    |                                    |                                    |                                    |                                    |                                    |                            |                            |                            |                            |                            |                            |  |  |  |  |                                |                                |                                |                                |                                |                                |  |  |
|  |  |  |  |                                       |                                       |                                       |                                       |                                       |                                       |                          |                          |                          |                          |                          |                          |                        |                        |                                     |                          |                          |                          |                          |                          |  |  |                                   |                                   |                                       |                                       |                                            |                                            |                                            |                                            |                                            |                                            |                                    |                                    |                                    |                                    |                                    |                                    |                            |                            |                            |                            |                            |                            |  |  |  |  |                                |                                |                                |                                |                                |                                |  |  |
|  |  |  |  |                                       |                                       |                                       |                                       |                                       |                                       |                          |                          |                          |                          |                          |                          |                        |                        | Mary Candy (1836- )                 |                          |                          |                          |                          |                          |  |  |                                   |                                   |                                       |                                       |                                            |                                            |                                            |                                            |                                            |                                            |                                    |                                    |                                    |                                    |                                    |                                    |                            |                            |                            |                            |                            |                            |  |  |  |  |                                |                                |                                |                                |                                |                                |  |  |
|  |  |  |  |                                       |                                       |                                       |                                       |                                       |                                       |                          |                          |                          |                          |                          |                          |                        |                        |                                     |                          |                          |                          |                          |                          |  |  |                                   |                                   |                                       |                                       |                                            |                                            |                                            |                                            |                                            |                                            |                                    |                                    |                                    |                                    |                                    |                                    |                            |                            |                            |                            |                            |                            |  |  |  |  |                                |                                |                                |                                |                                |                                |  |  |
|  |  |  |  | Charlotte Foot (1807- )               |                                       |                                       |                                       |                                       |                                       |                          |                          |                          |                          |                          |                          |                        |                        |                                     |                          |                          |                          |                          |                          |  |  |                                   |                                   |                                       |                                       |                                            |                                            |                                            |                                            |                                            |                                            |                                    |                                    |                                    |                                    |                                    |                                    |                            |                            |                            |                            |                            |                            |  |  |  |  |                                |                                |                                |                                |                                |                                |  |  |
|  |  |  |  |                                       |                                       |                                       |                                       |                                       |                                       |                          |                          |                          |                          |                          |                          |                        |                        |                                     |                          |                          |                          |                          |                          |  |  |                                   |                                   |                                       |                                       |                                            |                                            |                                            |                                            |                                            |                                            |                                    |                                    |                                    |                                    |                                    |                                    |                            |                            |                            |                            |                            |                            |  |  |  |  |                                |                                |                                |                                |                                |                                |  |  |
|  |  |  |  |                                       |                                       |                                       |                                       |                                       |                                       |                          |                          |                          |                          |                          |                          |                        |                        |                                     |                          |                          |                          |                          |                          |  |  |                                   |                                   |                                       |                                       |                                            |                                            |                                            |                                            |                                            |                                            |                                    |                                    |                                    |                                    |                                    |                                    |                            |                            |                            |                            |                            |                            |  |  |  |  |                                |                                |                                |                                |                                |                                |  |  |
|  |  |  |  |                                       |                                       |                                       |                                       |                                       |                                       |                          |                          |                          |                          |                          |                          |                        |                        |                                     |                          |                          |                          |                          |                          |  |  |                                   |                                   |                                       |                                       |                                            |                                            |                                            |                                            |                                            |                                            |                                    |                                    |                                    |                                    |                                    |                                    |                            |                            |                            |                            |                            |                            |  |  |  |  |                                |                                |                                |                                |                                |                                |  |  |
|  |  |  |  |                                       |                                       |                                       |                                       |                                       |                                       |                          |                          |                          |                          |                          |                          |                        |                        | Henry Wells (1821- )                | Henry Wells (1821- )     | Henry Wells (1821- )     | Henry Wells (1821- )     | Henry Wells (1821- )     | Henry Wells (1821- )     |  |  |                                   |                                   |                                       |                                       | John Hatt Noble Graham (1837-1926)         | John Hatt Noble Graham (1837-1926)         | John Hatt Noble Graham (1837-1926)         | John Hatt Noble Graham (1837-1926)         | John Hatt Noble Graham (1837-1926)         | John Hatt Noble Graham (1837-1926)         |                                    |                                    |                                    |                                    |                                    |                                    |                            |                            |                            |                            |                            |                            |  |  |  |  |                                |                                |                                |                                |                                |                                |  |  |
|  |  |  |  |                                       |                                       |                                       |                                       |                                       |                                       |                          |                          |                          |                          |                          |                          |                        |                        | Henry Wells (1821- )                | Henry Wells (1821- )     | Henry Wells (1821- )     | Henry Wells (1821- )     | Henry Wells (1821- )     | Henry Wells (1821- )     |  |  |                                   |                                   |                                       |                                       | John Hatt Noble Graham (1837-1926)         | John Hatt Noble Graham (1837-1926)         | John Hatt Noble Graham (1837-1926)         | John Hatt Noble Graham (1837-1926)         | John Hatt Noble Graham (1837-1926)         | John Hatt Noble Graham (1837-1926)         |                                    |                                    |                                    |                                    |                                    |                                    |                            |                            |                            |                            |                            |                            |  |  |  |  |                                |                                |                                |                                |                                |                                |  |  |
|  |  |  |  |                                       |                                       |                                       |                                       |                                       |                                       |                          |                          |                          |                          |                          |                          |                        |                        |                                     |                          |                          |                          |                          |                          |  |  |                                   |                                   |                                       |                                       |                                            |                                            |                                            |                                            |                                            |                                            |                                    |                                    |                                    |                                    |                                    |                                    |                            |                            |                            |                            |                            |                            |  |  |  |  |                                |                                |                                |                                |                                |                                |  |  |
|  |  |  |  |                                       |                                       |                                       |                                       |                                       |                                       |                          |                          |                          |                          |                          |                          |                        |                        |                                     |                          |                          |                          |                          |                          |  |  |                                   |                                   |                                       |                                       | Frances Lucy Clodd (1853-1823)             |                                            |                                            |                                            |                                            |                                            |                                    |                                    |                                    |                                    |                                    |                                    |                            |                            |                            |                            |                            |                            |  |  |  |  |                                |                                |                                |                                |                                |                                |  |  |
|  |  |  |  |                                       |                                       |                                       |                                       |                                       |                                       |                          |                          |                          |                          |                          |                          |                        |                        |                                     |                          |                          |                          |                          |                          |  |  |                                   |                                   |                                       |                                       |                                            |                                            |                                            |                                            |                                            |                                            |                                    |                                    |                                    |                                    |                                    |                                    |                            |                            |                            |                            |                            |                            |  |  |  |  |                                |                                |                                |                                |                                |                                |  |  |
|  |  |  |  |                                       |                                       |                                       |                                       |                                       |                                       |                          |                          |                          |                          |                          |                          |                        |                        |                                     |                          |                          |                          |                          |                          |  |  |                                   |                                   |                                       |                                       |                                            |                                            |                                            |                                            |                                            |                                            |                                    |                                    |                                    |                                    |                                    |                                    |                            |                            |                            |                            |                            |                            |  |  |  |  |                                |                                |                                |                                |                                |                                |  |  |
|  |  |  |  |                                       |                                       |                                       |                                       |                                       |                                       |                          |                          |                          |                          |                          |                          |                        |                        |                                     |                          |                          |                          |                          |                          |  |  |                                   |                                   |                                       |                                       | Ernest Clodd (1855- )                      |                                            |                                            |                                            |                                            |                                            |                                    |                                    |                                    |                                    |                                    |                                    |                            |                            |                            |                            |                            |                            |  |  |  |  |                                |                                |                                |                                |                                |                                |  |  |
|  |  |  |  |                                       |                                       |                                       |                                       |                                       |                                       |                          |                          |                          |                          |                          |                          |                        |                        |                                     |                          |                          |                          |                          |                          |  |  |                                   |                                   |                                       |                                       |                                            |                                            |                                            |                                            |                                            |                                            |                                    |                                    |                                    |                                    |                                    |                                    |                            |                            |                            |                            |                            |                            |  |  |  |  |                                |                                |                                |                                |                                |                                |  |  |
|  |  |  |  |                                       |                                       |                                       |                                       |                                       |                                       |                          |                          |                          |                          |                          |                          |                        |                        |                                     |                          |                          |                          |                          |                          |  |  |                                   |                                   |                                       |                                       |                                            |                                            |                                            |                                            |                                            |                                            |                                    |                                    |                                    |                                    |                                    |                                    |                            |                            |                            |                            |                            |                            |  |  |  |  |                                |                                |                                |                                |                                |                                |  |  |
|  |  |  |  |                                       |                                       |                                       |                                       |                                       |                                       |                          |                          |                          |                          |                          |                          |                        |                        |                                     |                          |                          |                          |                          |                          |  |  |                                   |                                   |                                       |                                       | Martin Clodd (1856-1856)                   |                                            |                                            |                                            |                                            |                                            |                                    |                                    |                                    |                                    |                                    |                                    |                            |                            |                            |                            |                            |                            |  |  |  |  |                                |                                |                                |                                |                                |                                |  |  |
|  |  |  |  |                                       |                                       |                                       |                                       |                                       |                                       |                          |                          |                          |                          |                          |                          |                        |                        |                                     |                          |                          |                          |                          |                          |  |  |                                   |                                   |                                       |                                       |                                            |                                            |                                            |                                            |                                            |                                            |                                    |                                    |                                    |                                    |                                    |                                    |                            |                            |                            |                            |                            |                            |  |  |  |  |                                |                                |                                |                                |                                |                                |  |  |
|  |  |  |  |                                       |                                       |                                       |                                       |                                       |                                       |                          |                          |                          |                          |                          |                          |                        |                        | Lucy Wells (1824-1910)              |                          |                          |                          |                          |                          |  |  |                                   |                                   |                                       |                                       |                                            |                                            |                                            |                                            |                                            |                                            |                                    |                                    |                                    |                                    |                                    |                                    |                            |                            |                            |                            |                            |                            |  |  |  |  |                                |                                |                                |                                |                                |                                |  |  |
|  |  |  |  |                                       |                                       |                                       |                                       |                                       |                                       |                          |                          |                          |                          |                          |                          |                        |                        |                                     |                          |                          |                          |                          |                          |  |  |                                   |                                   |                                       |                                       |                                            |                                            |                                            |                                            |                                            |                                            |                                    |                                    |                                    |                                    |                                    |                                    |                            |                            |                            |                            |                            |                            |  |  |  |  |                                |                                |                                |                                |                                |                                |  |  |
|  |  |  |  | Martin Johnson Cottingham (1783-1830) | Martin Johnson Cottingham (1783-1830) | Martin Johnson Cottingham (1783-1830) | Martin Johnson Cottingham (1783-1830) | Martin Johnson Cottingham (1783-1830) | Martin Johnson Cottingham (1783-1830) |                          |                          |                          |                          |                          |                          |                        |                        |                                     |                          |                          |                          |                          |                          |  |  |                                   |                                   |                                       |                                       | Julia Cecilia Cottingham Clodd (1859-1890) | Julia Cecilia Cottingham Clodd (1859-1890) | Julia Cecilia Cottingham Clodd (1859-1890) | Julia Cecilia Cottingham Clodd (1859-1890) | Julia Cecilia Cottingham Clodd (1859-1890) | Julia Cecilia Cottingham Clodd (1859-1890) |                                    |                                    |                                    |                                    |                                    |                                    |                            |                            |                            |                            |                            |                            |  |  |  |  |                                |                                |                                |                                |                                |                                |  |  |
|  |  |  |  | Martin Johnson Cottingham (1783-1830) | Martin Johnson Cottingham (1783-1830) | Martin Johnson Cottingham (1783-1830) | Martin Johnson Cottingham (1783-1830) | Martin Johnson Cottingham (1783-1830) | Martin Johnson Cottingham (1783-1830) |                          |                          |                          |                          |                          |                          |                        |                        |                                     |                          |                          |                          |                          |                          |  |  |                                   |                                   |                                       |                                       | Julia Cecilia Cottingham Clodd (1859-1890) | Julia Cecilia Cottingham Clodd (1859-1890) | Julia Cecilia Cottingham Clodd (1859-1890) | Julia Cecilia Cottingham Clodd (1859-1890) | Julia Cecilia Cottingham Clodd (1859-1890) | Julia Cecilia Cottingham Clodd (1859-1890) |                                    |                                    |                                    |                                    |                                    |                                    |                            |                            |                            |                            |                            |                            |  |  |  |  |                                |                                |                                |                                |                                |                                |  |  |
|  |  |  |  |                                       |                                       |                                       |                                       |                                       |                                       |                          |                          |                          |                          |                          |                          |                        |                        | Martin Cottingham Clodd (1827-1879) |                          |                          |                          |                          |                          |  |  |                                   |                                   |                                       |                                       |                                            |                                            |                                            |                                            |                                            |                                            |                                    |                                    |                                    |                                    |                                    |                                    |                            |                            |                            |                            |                            |                            |  |  |  |  |                                |                                |                                |                                |                                |                                |  |  |
|  |  |  |  |                                       |                                       |                                       |                                       |                                       |                                       |                          |                          |                          |                          |                          |                          |                        |                        |                                     |                          |                          |                          |                          |                          |  |  |                                   |                                   |                                       |                                       |                                            |                                            |                                            |                                            |                                            |                                            |                                    |                                    |                                    |                                    |                                    |                                    |                            |                            |                            |                            |                            |                            |  |  |  |  |                                |                                |                                |                                |                                |                                |  |  |
|  |  |  |  | Charlotte Colby (1781-1813)           | Charlotte Colby (1781-1813)           | Charlotte Colby (1781-1813)           | Charlotte Colby (1781-1813)           | Charlotte Colby (1781-1813)           | Charlotte Colby (1781-1813)           |                          |                          |                          |                          |                          |                          |                        |                        |                                     |                          |                          |                          |                          |                          |  |  |                                   |                                   |                                       |                                       | Charles Edward Hewlett (1857-1881)         | Charles Edward Hewlett (1857-1881)         | Charles Edward Hewlett (1857-1881)         | Charles Edward Hewlett (1857-1881)         | Charles Edward Hewlett (1857-1881)         | Charles Edward Hewlett (1857-1881)         |                                    |                                    |                                    |                                    |                                    |                                    |                            |                            |                            |                            |                            |                            |  |  |  |  |                                |                                |                                |                                |                                |                                |  |  |
|  |  |  |  | Charlotte Colby (1781-1813)           | Charlotte Colby (1781-1813)           | Charlotte Colby (1781-1813)           | Charlotte Colby (1781-1813)           | Charlotte Colby (1781-1813)           | Charlotte Colby (1781-1813)           |                          |                          |                          |                          |                          |                          |                        |                        |                                     |                          |                          |                          |                          |                          |  |  |                                   |                                   |                                       |                                       | Charles Edward Hewlett (1857-1881)         | Charles Edward Hewlett (1857-1881)         | Charles Edward Hewlett (1857-1881)         | Charles Edward Hewlett (1857-1881)         | Charles Edward Hewlett (1857-1881)         | Charles Edward Hewlett (1857-1881)         |                                    |                                    |                                    |                                    |                                    |                                    |                            |                            |                            |                            |                            |                            |  |  |  |  |                                |                                |                                |                                |                                |                                |  |  |
|  |  |  |  |                                       |                                       |                                       |                                       |                                       |                                       |                          |                          |                          |                          |                          |                          |                        |                        |                                     |                          |                          |                          |                          |                          |  |  |                                   |                                   |                                       |                                       |                                            |                                            |                                            |                                            |                                            |                                            |                                    |                                    |                                    |                                    |                                    |                                    |                            |                            |                            |                            |                            |                            |  |  |  |  |                                |                                |                                |                                |                                |                                |  |  |
|  |  |  |  |                                       |                                       |                                       |                                       |                                       |                                       |                          |                          |                          |                          |                          |                          |                        |                        |                                     |                          |                          |                          |                          |                          |  |  |                                   |                                   |                                       |                                       | Eva Clodd (1853- )                         |                                            |                                            |                                            |                                            |                                            |                                    |                                    |                                    |                                    |                                    |                                    |                            |                            |                            |                            |                            |                            |  |  |  |  |                                |                                |                                |                                |                                |                                |  |  |
|  |  |  |  |                                       |                                       |                                       |                                       |                                       |                                       |                          |                          |                          |                          |                          |                          |                        |                        |                                     |                          |                          |                          |                          |                          |  |  |                                   |                                   |                                       |                                       |                                            |                                            |                                            |                                            |                                            |                                            |                                    |                                    |                                    |                                    |                                    |                                    |                            |                            |                            |                            |                            |                            |  |  |  |  |                                |                                |                                |                                |                                |                                |  |  |
|  |  |  |  |                                       |                                       |                                       |                                       |                                       |                                       |                          |                          |                          |                          |                          |                          |                        |                        |                                     |                          |                          |                          |                          |                          |  |  |                                   |                                   |                                       |                                       |                                            |                                            |                                            |                                            |                                            |                                            |                                    |                                    |                                    |                                    |                                    |                                    |                            |                            |                            |                            |                            |                            |  |  |  |  |                                |                                |                                |                                |                                |                                |  |  |
|  |  |  |  |                                       |                                       |                                       |                                       |                                       |                                       |                          |                          |                          |                          |                          |                          |                        |                        |                                     |                          |                          |                          |                          |                          |  |  |                                   |                                   |                                       |                                       | Herbert Clodd (1860- )                     |                                            |                                            |                                            |                                            |                                            |                                    |                                    |                                    |                                    |                                    |                                    |                            |                            |                            |                            |                            |                            |  |  |  |  |                                |                                |                                |                                |                                |                                |  |  |
|  |  |  |  |                                       |                                       |                                       |                                       |                                       |                                       |                          |                          |                          |                          |                          |                          |                        |                        |                                     |                          |                          |                          |                          |                          |  |  |                                   |                                   |                                       |                                       |                                            |                                            |                                            |                                            |                                            |                                            |                                    |                                    |                                    |                                    |                                    |                                    |                            |                            |                            |                            |                            |                            |  |  |  |  |                                |                                |                                |                                |                                |                                |  |  |
|  |  |  |  |                                       |                                       |                                       |                                       |                                       |                                       |                          |                          |                          |                          |                          |                          |                        |                        |                                     |                          |                          |                          |                          |                          |  |  |                                   |                                   |                                       |                                       |                                            |                                            |                                            |                                            |                                            |                                            |                                    |                                    |                                    |                                    |                                    |                                    |                            |                            |                            |                            |                            |                            |  |  |  |  |                                |                                |                                |                                |                                |                                |  |  |
|  |  |  |  |                                       |                                       |                                       |                                       |                                       |                                       |                          |                          |                          |                          |                          |                          |                        |                        |                                     |                          |                          |                          |                          |                          |  |  |                                   |                                   |                                       |                                       | Mary Clodd (1861- )                        |                                            |                                            |                                            |                                            |                                            |                                    |                                    |                                    |                                    |                                    |                                    |                            |                            |                            |                            |                            |                            |  |  |  |  |                                |                                |                                |                                |                                |                                |  |  |
|  |  |  |  |                                       |                                       |                                       |                                       |                                       |                                       |                          |                          |                          |                          |                          |                          |                        |                        |                                     |                          |                          |                          |                          |                          |  |  |                                   |                                   |                                       |                                       |                                            |                                            |                                            |                                            |                                            |                                            |                                    |                                    |                                    |                                    |                                    |                                    |                            |                            |                            |                            |                            |                            |  |  |  |  |                                |                                |                                |                                |                                |                                |  |  |
|  |  |  |  |                                       |                                       |                                       |                                       |                                       |                                       |                          |                          |                          |                          |                          |                          |                        |                        |                                     |                          |                          |                          |                          |                          |  |  |                                   |                                   |                                       |                                       |                                            |                                            |                                            |                                            |                                            |                                            |                                    |                                    |                                    |                                    |                                    |                                    |                            |                            |                            |                            |                            |                            |  |  |  |  |                                |                                |                                |                                |                                |                                |  |  |
|  |  |  |  |                                       |                                       |                                       |                                       |                                       |                                       |                          |                          |                          |                          |                          |                          |                        |                        |                                     |                          |                          |                          |                          |                          |  |  |                                   |                                   |                                       |                                       | Eustance Clodd (1862-1897)                 |                                            |                                            |                                            |                                            |                                            |                                    |                                    |                                    |                                    |                                    |                                    |                            |                            |                            |                            |                            |                            |  |  |  |  |                                |                                |                                |                                |                                |                                |  |  |
|  |  |  |  |                                       |                                       |                                       |                                       |                                       |                                       |                          |                          |                          |                          |                          |                          |                        |                        |                                     |                          |                          |                          |                          |                          |  |  |                                   |                                   |                                       |                                       |                                            |                                            |                                            |                                            |                                            |                                            |                                    |                                    |                                    |                                    |                                    |                                    |                            |                            |                            |                            |                            |                            |  |  |  |  |                                |                                |                                |                                |                                |                                |  |  |
|  |  |  |  |                                       |                                       |                                       |                                       |                                       |                                       |                          |                          |                          |                          |                          |                          |                        |                        |                                     |                          |                          |                          |                          |                          |  |  |                                   |                                   |                                       |                                       |                                            |                                            |                                            |                                            |                                            |                                            |                                    |                                    |                                    |                                    |                                    |                                    |                            |                            |                            |                            |                            |                            |  |  |  |  |                                |                                |                                |                                |                                |                                |  |  |
|  |  |  |  |                                       |                                       |                                       |                                       |                                       |                                       |                          |                          |                          |                          |                          |                          |                        |                        |                                     |                          |                          |                          |                          |                          |  |  |                                   |                                   |                                       |                                       | Benjamin Clodd (1864- )                    |                                            |                                            |                                            |                                            |                                            |                                    |                                    |                                    |                                    |                                    |                                    |                            |                            |                            |                            |                            |                            |  |  |  |  |                                |                                |                                |                                |                                |                                |  |  |
|  |  |  |  |                                       |                                       |                                       |                                       |                                       |                                       |                          |                          |                          |                          |                          |                          |                        |                        |                                     |                          |                          |                          |                          |                          |  |  |                                   |                                   |                                       |                                       |                                            |                                            |                                            |                                            |                                            |                                            |                                    |                                    |                                    |                                    |                                    |                                    |                            |                            |                            |                            |                            |                            |  |  |  |  |                                |                                |                                |                                |                                |                                |  |  |
|  |  |  |  |                                       |                                       |                                       |                                       |                                       |                                       |                          |                          |                          |                          |                          |                          |                        |                        |                                     |                          |                          |                          |                          |                          |  |  |                                   |                                   |                                       |                                       |                                            |                                            |                                            |                                            |                                            |                                            |                                    |                                    |                                    |                                    |                                    |                                    |                            |                            |                            |                            |                            |                            |  |  |  |  |                                |                                |                                |                                |                                |                                |  |  |
|  |  |  |  |                                       |                                       |                                       |                                       |                                       |                                       |                          |                          |                          |                          |                          |                          |                        |                        |                                     |                          |                          |                          |                          |                          |  |  |                                   |                                   |                                       |                                       | Pascal Clodd (1866- )                      |                                            |                                            |                                            |                                            |                                            |                                    |                                    |                                    |                                    |                                    |                                    |                            |                            |                            |                            |                            |                            |  |  |  |  |                                |                                |                                |                                |                                |                                |  |  |
|  |  |  |  |                                       |                                       |                                       |                                       |                                       |                                       |                          |                          |                          |                          |                          |                          |                        |                        |                                     |                          |                          |                          |                          |                          |  |  |                                   |                                   |                                       |                                       |                                            |                                            |                                            |                                            |                                            |                                            |                                    |                                    |                                    |                                    |                                    |                                    |                            |                            |                            |                            |                            |                            |  |  |  |  |                                |                                |                                |                                |                                |                                |  |  |
|  |  |  |  |                                       |                                       |                                       |                                       |                                       |                                       |                          |                          |                          |                          |                          |                          |                        |                        |                                     |                          |                          |                          |                          |                          |  |  |                                   |                                   |                                       |                                       |                                            |                                            |                                            |                                            |                                            |                                            |                                    |                                    |                                    |                                    |                                    |                                    |                            |                            |                            |                            |                            |                            |  |  |  |  |                                |                                |                                |                                |                                |                                |  |  |
|  |  |  |  |                                       |                                       |                                       |                                       |                                       |                                       |                          |                          |                          |                          |                          |                          |                        |                        | Joseph Wells (1825-1826)            |                          |                          |                          |                          |                          |  |  |                                   |                                   |                                       |                                       |                                            |                                            |                                            |                                            |                                            |                                            |                                    |                                    |                                    |                                    |                                    |                                    |                            |                            |                            |                            |                            |                            |  |  |  |  |                                |                                |                                |                                |                                |                                |  |  |
|  |  |  |  |                                       |                                       |                                       |                                       |                                       |                                       |                          |                          |                          |                          |                          |                          |                        |                        |                                     |                          |                          |                          |                          |                          |  |  |                                   |                                   |                                       |                                       |                                            |                                            |                                            |                                            |                                            |                                            |                                    |                                    |                                    |                                    |                                    |                                    |                            |                            |                            |                            |                            |                            |  |  |  |  |                                |                                |                                |                                |                                |                                |  |  |
|  |  |  |  |                                       |                                       |                                       |                                       |                                       |                                       |                          |                          |                          |                          |                          |                          |                        |                        |                                     |                          |                          |                          |                          |                          |  |  |                                   |                                   |                                       |                                       |                                            |                                            |                                            |                                            |                                            |                                            |                                    |                                    |                                    |                                    |                                    |                                    |                            |                            |                            |                            |                            |                            |  |  |  |  |                                |                                |                                |                                |                                |                                |  |  |
|  |  |  |  |                                       |                                       |                                       |                                       |                                       |                                       |                          |                          |                          |                          |                          |                          |                        |                        |                                     |                          |                          |                          |                          |                          |  |  |                                   |                                   |                                       |                                       |                                            |                                            |                                            |                                            |                                            |                                            |                                    |                                    |                                    |                                    |                                    |                                    |                            |                            |                            |                            |                            |                            |  |  |  |  |                                |                                |                                |                                |                                |                                |  |  |
|  |  |  |  |                                       |                                       |                                       |                                       |                                       |                                       |                          |                          |                          |                          |                          |                          |                        |                        |                                     |                          |                          |                          |                          |                          |  |  |                                   |                                   |                                       |                                       |                                            |                                            |                                            |                                            |                                            |                                            |                                    |                                    |                                    |                                    |                                    |                                    |                            |                            |                            |                            |                            |                            |  |  |  |  |                                |                                |                                |                                |                                |                                |  |  |
|  |  |  |  |                                       |                                       |                                       |                                       |                                       |                                       |                          |                          |                          |                          |                          |                          |                        |                        |                                     |                          |                          |                          |                          |                          |  |  |                                   |                                   |                                       |                                       |                                            |                                            |                                            |                                            |                                            |                                            |                                    |                                    |                                    |                                    |                                    |                                    |                            |                            |                            |                            |                            |                            |  |  |  |  |                                |                                |                                |                                |                                |                                |  |  |
|  |  |  |  |                                       |                                       |                                       |                                       |                                       |                                       |                          |                          |                          |                          |                          |                          |                        |                        |                                     |                          |                          |                          |                          |                          |  |  |                                   |                                   |                                       |                                       | Frances Sarah Wells (1855-1864)            |                                            |                                            |                                            |                                            |                                            |                                    |                                    |                                    |                                    |                                    |                                    |                            |                            |                            |                            |                            |                            |  |  |  |  |                                |                                |                                |                                |                                |                                |  |  |
|  |  |  |  |                                       |                                       |                                       |                                       |                                       |                                       |                          |                          |                          |                          |                          |                          |                        |                        |                                     |                          |                          |                          |                          |                          |  |  |                                   |                                   |                                       |                                       |                                            |                                            |                                            |                                            |                                            |                                            |                                    |                                    |                                    |                                    |                                    |                                    |                            |                            |                            |                            |                            |                            |  |  |  |  |                                |                                |                                |                                |                                |                                |  |  |
|  |  |  |  |                                       |                                       |                                       |                                       |                                       |                                       |                          |                          |                          |                          |                          |                          |                        |                        | Joseph Wells (Joe) (1828-1910)      |                          |                          |                          |                          |                          |  |  |                                   |                                   |                                       |                                       |                                            |                                            |                                            |                                            |                                            |                                            |                                    |                                    |                                    |                                    |                                    |                                    |                            |                            |                            |                            |                            |                            |  |  |  |  |                                |                                |                                |                                |                                |                                |  |  |
|  |  |  |  |                                       |                                       |                                       |                                       |                                       |                                       |                          |                          |                          |                          |                          |                          |                        |                        |                                     |                          |                          |                          |                          |                          |  |  |                                   |                                   |                                       |                                       |                                            |                                            |                                            |                                            |                                            |                                            |                                    |                                    |                                    |                                    |                                    |                                    |                            |                            |                            |                            |                            |                            |  |  |  |  |                                |                                |                                |                                |                                |                                |  |  |
|  |  |  |  | George Neal (1797-1853)               | George Neal (1797-1853)               | George Neal (1797-1853)               | George Neal (1797-1853)               | George Neal (1797-1853)               | George Neal (1797-1853)               |                          |                          |                          |                          |                          |                          |                        |                        |                                     |                          |                          |                          |                          |                          |  |  |                                   |                                   |                                       |                                       | Fracis Charles Wells (1857-1933)           | Fracis Charles Wells (1857-1933)           | Fracis Charles Wells (1857-1933)           | Fracis Charles Wells (1857-1933)           | Fracis Charles Wells (1857-1933)           | Fracis Charles Wells (1857-1933)           |                                    |                                    |                                    |                                    |                                    |                                    |                            |                            |                            |                            |                            |                            |  |  |  |  |                                |                                |                                |                                |                                |                                |  |  |
|  |  |  |  | George Neal (1797-1853)               | George Neal (1797-1853)               | George Neal (1797-1853)               | George Neal (1797-1853)               | George Neal (1797-1853)               | George Neal (1797-1853)               |                          |                          |                          |                          |                          |                          |                        |                        |                                     |                          |                          |                          |                          |                          |  |  |                                   |                                   |                                       |                                       | Fracis Charles Wells (1857-1933)           | Fracis Charles Wells (1857-1933)           | Fracis Charles Wells (1857-1933)           | Fracis Charles Wells (1857-1933)           | Fracis Charles Wells (1857-1933)           | Fracis Charles Wells (1857-1933)           |                                    |                                    |                                    |                                    |                                    |                                    |                            |                            |                            |                            |                            |                            |  |  |  |  |                                |                                |                                |                                |                                |                                |  |  |
|  |  |  |  |                                       |                                       |                                       |                                       |                                       |                                       |                          |                          |                          |                          |                          |                          |                        |                        | Sarah Neal (1822-1905)              |                          |                          |                          |                          |                          |  |  |                                   |                                   |                                       |                                       |                                            |                                            |                                            |                                            |                                            |                                            |                                    |                                    |                                    |                                    |                                    |                                    |                            |                            |                            |                            |                            |                            |  |  |  |  |                                |                                |                                |                                |                                |                                |  |  |
|  |  |  |  |                                       |                                       |                                       |                                       |                                       |                                       |                          |                          |                          |                          |                          |                          |                        |                        |                                     |                          |                          |                          |                          |                          |  |  |                                   |                                   |                                       |                                       |                                            |                                            |                                            |                                            |                                            |                                            |                                    |                                    |                                    |                                    |                                    |                                    |                            |                            |                            |                            |                            |                            |  |  |  |  |                                |                                |                                |                                |                                |                                |  |  |
|  |  |  |  | Sarah Benham (1796-1853)              | Sarah Benham (1796-1853)              | Sarah Benham (1796-1853)              | Sarah Benham (1796-1853)              | Sarah Benham (1796-1853)              | Sarah Benham (1796-1853)              |                          |                          |                          |                          |                          |                          |                        |                        |                                     |                          |                          |                          |                          |                          |  |  |                                   |                                   |                                       |                                       | Frederik Joseph Wells (1852-1964)          | Frederik Joseph Wells (1852-1964)          | Frederik Joseph Wells (1852-1964)          | Frederik Joseph Wells (1852-1964)          | Frederik Joseph Wells (1852-1964)          | Frederik Joseph Wells (1852-1964)          |                                    |                                    |                                    |                                    |                                    |                                    |                            |                            |                            |                            |                            |                            |  |  |  |  |                                |                                |                                |                                |                                |                                |  |  |
|  |  |  |  | Sarah Benham (1796-1853)              | Sarah Benham (1796-1853)              | Sarah Benham (1796-1853)              | Sarah Benham (1796-1853)              | Sarah Benham (1796-1853)              | Sarah Benham (1796-1853)              |                          |                          |                          |                          |                          |                          |                        |                        |                                     |                          |                          |                          |                          |                          |  |  |                                   |                                   |                                       |                                       | Frederik Joseph Wells (1852-1964)          | Frederik Joseph Wells (1852-1964)          | Frederik Joseph Wells (1852-1964)          | Frederik Joseph Wells (1852-1964)          | Frederik Joseph Wells (1852-1964)          | Frederik Joseph Wells (1852-1964)          |                                    |                                    |                                    |                                    |                                    |                                    |                            |                            |                            |                            |                            |                            |  |  |  |  |                                |                                |                                |                                |                                |                                |  |  |
|  |  |  |  |                                       |                                       |                                       |                                       |                                       |                                       |                          |                          |                          |                          |                          |                          |                        |                        |                                     |                          |                          |                          |                          |                          |  |  |                                   |                                   |                                       |                                       |                                            |                                            |                                            |                                            |                                            |                                            |                                    |                                    |                                    |                                    |                                    |                                    |                            |                            |                            |                            |                            |                            |  |  |  |  |                                |                                |                                |                                |                                |                                |  |  |
|  |  |  |  |                                       |                                       |                                       |                                       |                                       |                                       |                          |                          |                          |                          |                          |                          |                        |                        |                                     |                          |                          |                          |                          |                          |  |  |                                   |                                   |                                       |                                       | Herbert George Wells (1866-1946)           |                                            |                                            |                                            |                                            |                                            |                                    |                                    |                                    |                                    |                                    |                                    |                            |                            |                            |                            |                            |                            |  |  |  |  |                                |                                |                                |                                |                                |                                |  |  |
|  |  |  |  |                                       |                                       |                                       |                                       |                                       |                                       |                          |                          |                          |                          |                          |                          |                        |                        |                                     |                          |                          |                          |                          |                          |  |  |                                   |                                   |                                       |                                       |                                            |                                            |                                            |                                            |                                            |                                            |                                    |                                    |                                    |                                    |                                    |                                    |                            |                            |                            |                            |                            |                            |  |  |  |  |                                |                                |                                |                                |                                |                                |  |  |
|  |  |  |  |                                       |                                       |                                       |                                       |                                       |                                       |                          |                          |                          |                          |                          |                          |                        |                        |                                     |                          |                          |                          |                          |                          |  |  |                                   |                                   |                                       |                                       |                                            |                                            |                                            |                                            |                                            |                                            |                                    |                                    |                                    |                                    |                                    |                                    |                            |                            |                            |                            |                            |                            |  |  |  |  |                                |                                |                                |                                |                                |                                |  |  |
|  |  |  |  |                                       |                                       |                                       |                                       |                                       |                                       |                          |                          |                          |                          |                          |                          |                        |                        |                                     |                          |                          |                          |                          |                          |  |  |                                   |                                   |                                       |                                       |                                            |                                            |                                            |                                            |                                            |                                            |                                    |                                    |                                    |                                    |                                    |                                    |                            |                            |                            |                            |                            |                            |  |  |  |  |                                |                                |                                |                                |                                |                                |  |  |
|  |  |  |  |                                       |                                       |                                       |                                       |                                       |                                       |                          |                          |                          |                          |                          |                          |                        |                        |                                     |                          |                          |                          |                          |                          |  |  |                                   |                                   |                                       |                                       |                                            |                                            |                                            |                                            |                                            |                                            |                                    |                                    |                                    |                                    |                                    |                                    |                            |                            |                            |                            |                            |                            |  |  |  |  |                                |                                |                                |                                |                                |                                |  |  |
|  |  |  |  |                                       |                                       |                                       |                                       |                                       |                                       |                          |                          |                          |                          |                          |                          |                        |                        |                                     |                          |                          |                          |                          |                          |  |  |                                   |                                   |                                       |                                       |                                            |                                            |                                            |                                            |                                            |                                            |                                    |                                    |                                    |                                    |                                    |                                    |                            |                            |                            |                            |                            |                            |  |  |  |  |                                |                                |                                |                                |                                |                                |  |  |
|  |  |  |  |                                       |                                       | Rebecca West (1892-1983)              | Rebecca West (1892-1983)              | Rebecca West (1892-1983)              | Rebecca West (1892-1983)              | Rebecca West (1892-1983) | Rebecca West (1892-1983) |                          |                          |                          |                          |                        |                        | Ambra Reeves (1887-1981)            | Ambra Reeves (1887-1981) | Ambra Reeves (1887-1981) | Ambra Reeves (1887-1981) | Ambra Reeves (1887-1981) | Ambra Reeves (1887-1981) |  |  |                                   |                                   |                                       |                                       | Amy Catherine (Jane) Robbins (1873-1927)   | Amy Catherine (Jane) Robbins (1873-1927)   | Amy Catherine (Jane) Robbins (1873-1927)   | Amy Catherine (Jane) Robbins (1873-1927)   | Amy Catherine (Jane) Robbins (1873-1927)   | Amy Catherine (Jane) Robbins (1873-1927)   |                                    |                                    |                                    |                                    |                                    |                                    | Isabel Mary Wells (1866- ) | Isabel Mary Wells (1866- ) | Isabel Mary Wells (1866- ) | Isabel Mary Wells (1866- ) | Isabel Mary Wells (1866- ) | Isabel Mary Wells (1866- ) |  |  |  |  |                                |                                |                                |                                |                                |                                |  |  |
|  |  |  |  |                                       |                                       | Rebecca West (1892-1983)              | Rebecca West (1892-1983)              | Rebecca West (1892-1983)              | Rebecca West (1892-1983)              | Rebecca West (1892-1983) | Rebecca West (1892-1983) |                          |                          |                          |                          |                        |                        | Ambra Reeves (1887-1981)            | Ambra Reeves (1887-1981) | Ambra Reeves (1887-1981) | Ambra Reeves (1887-1981) | Ambra Reeves (1887-1981) | Ambra Reeves (1887-1981) |  |  |                                   |                                   |                                       |                                       | Amy Catherine (Jane) Robbins (1873-1927)   | Amy Catherine (Jane) Robbins (1873-1927)   | Amy Catherine (Jane) Robbins (1873-1927)   | Amy Catherine (Jane) Robbins (1873-1927)   | Amy Catherine (Jane) Robbins (1873-1927)   | Amy Catherine (Jane) Robbins (1873-1927)   |                                    |                                    |                                    |                                    |                                    |                                    | Isabel Mary Wells (1866- ) | Isabel Mary Wells (1866- ) | Isabel Mary Wells (1866- ) | Isabel Mary Wells (1866- ) | Isabel Mary Wells (1866- ) | Isabel Mary Wells (1866- ) |  |  |  |  |                                |                                |                                |                                |                                |                                |  |  |
|  |  |  |  |                                       |                                       |                                       |                                       |                                       |                                       |                          |                          |                          |                          |                          |                          |                        |                        |                                     |                          |                          |                          |                          |                          |  |  |                                   |                                   |                                       |                                       |                                            |                                            |                                            |                                            |                                            |                                            |                                    |                                    |                                    |                                    |                                    |                                    |                            |                            |                            |                            |                            |                            |  |  |  |  |                                |                                |                                |                                |                                |                                |  |  |
|  |  |  |  |                                       |                                       |                                       |                                       |                                       |                                       |                          |                          |                          |                          |                          |                          |                        |                        |                                     |                          |                          |                          |                          |                          |  |  |                                   |                                   |                                       |                                       |                                            |                                            |                                            |                                            |                                            |                                            |                                    |                                    |                                    |                                    |                                    |                                    |                            |                            |                            |                            |                            |                            |  |  |  |  |                                |                                |                                |                                |                                |                                |  |  |
|  |  |  |  |                                       |                                       |                                       |                                       |                                       |                                       |                          |                          |                          |                          |                          |                          |                        |                        |                                     |                          |                          |                          |                          |                          |  |  |                                   |                                   |                                       |                                       |                                            |                                            |                                            |                                            |                                            |                                            |                                    |                                    |                                    |                                    |                                    |                                    |                            |                            |                            |                            |                            |                            |  |  |  |  |                                |                                |                                |                                |                                |                                |  |  |
|  |  |  |  |                                       |                                       | Anthony West (1914-1987)              | Anthony West (1914-1987)              | Anthony West (1914-1987)              | Anthony West (1914-1987)              | Anthony West (1914-1987) | Anthony West (1914-1987) |                          |                          |                          |                          |                        |                        | Anne Jane (1909- )                  | Anne Jane (1909- )       | Anne Jane (1909- )       | Anne Jane (1909- )       | Anne Jane (1909- )       | Anne Jane (1909- )       |  |  |                                   |                                   | George Philip Wells (Gip) (1901-1985) | George Philip Wells (Gip) (1901-1985) | George Philip Wells (Gip) (1901-1985)      | George Philip Wells (Gip) (1901-1985)      | George Philip Wells (Gip) (1901-1985)      | George Philip Wells (Gip) (1901-1985)      |                                            |                                            | Marjorie Stewart Craig (1901-1962) | Marjorie Stewart Craig (1901-1962) | Marjorie Stewart Craig (1901-1962) | Marjorie Stewart Craig (1901-1962) | Marjorie Stewart Craig (1901-1962) | Marjorie Stewart Craig (1901-1962) |                            |                            |                            |                            |                            |                            |  |  |  |  | Francis Richard Wells (1903- ) | Francis Richard Wells (1903- ) | Francis Richard Wells (1903- ) | Francis Richard Wells (1903- ) | Francis Richard Wells (1903- ) | Francis Richard Wells (1903- ) |  |  |
|  |  |  |  |                                       |                                       | Anthony West (1914-1987)              | Anthony West (1914-1987)              | Anthony West (1914-1987)              | Anthony West (1914-1987)              | Anthony West (1914-1987) | Anthony West (1914-1987) |                          |                          |                          |                          |                        |                        | Anne Jane (1909- )                  | Anne Jane (1909- )       | Anne Jane (1909- )       | Anne Jane (1909- )       | Anne Jane (1909- )       | Anne Jane (1909- )       |  |  |                                   |                                   | George Philip Wells (Gip) (1901-1985) | George Philip Wells (Gip) (1901-1985) | George Philip Wells (Gip) (1901-1985)      | George Philip Wells (Gip) (1901-1985)      | George Philip Wells (Gip) (1901-1985)      | George Philip Wells (Gip) (1901-1985)      |                                            |                                            | Marjorie Stewart Craig (1901-1962) | Marjorie Stewart Craig (1901-1962) | Marjorie Stewart Craig (1901-1962) | Marjorie Stewart Craig (1901-1962) | Marjorie Stewart Craig (1901-1962) | Marjorie Stewart Craig (1901-1962) |                            |                            |                            |                            |                            |                            |  |  |  |  | Francis Richard Wells (1903- ) | Francis Richard Wells (1903- ) | Francis Richard Wells (1903- ) | Francis Richard Wells (1903- ) | Francis Richard Wells (1903- ) | Francis Richard Wells (1903- ) |  |  |
|  |  |  |  |                                       |                                       |                                       |                                       |                                       |                                       |                          |                          |                          |                          |                          |                          |                        |                        |                                     |                          |                          |                          |                          |                          |  |  |                                   |                                   |                                       |                                       |                                            |                                            |                                            |                                            |                                            |                                            |                                    |                                    |                                    |                                    |                                    |                                    |                            |                            |                            |                            |                            |                            |  |  |  |  |                                |                                |                                |                                |                                |                                |  |  |
|  |  |  |  |                                       |                                       |                                       |                                       |                                       |                                       |                          |                          |                          |                          |                          |                          |                        |                        |                                     |                          |                          |                          |                          |                          |  |  |                                   |                                   |                                       |                                       |                                            |                                            |                                            |                                            |                                            |                                            |                                    |                                    |                                    |                                    |                                    |                                    |                            |                            |                            |                            |                            |                            |  |  |  |  |                                |                                |                                |                                |                                |                                |  |  |
|  |  |  |  |                                       |                                       |                                       |                                       |                                       |                                       |                          |                          |                          |                          |                          |                          |                        |                        |                                     |                          |                          |                          |                          |                          |  |  |                                   |                                   |                                       |                                       |                                            |                                            |                                            |                                            |                                            |                                            |                                    |                                    |                                    |                                    |                                    |                                    |                            |                            |                            |                            |                            |                            |  |  |  |  |                                |                                |                                |                                |                                |                                |  |  |
|  |  |  |  |                                       |                                       |                                       |                                       |                                       |                                       |                          |                          |                          |                          |                          |                          |                        |                        |                                     |                          |                          |                          |                          |                          |  |  |                                   |                                   |                                       |                                       |                                            |                                            |                                            |                                            |                                            |                                            |                                    |                                    |                                    |                                    |                                    |                                    |                            |                            |                            |                            |                            |                            |  |  |  |  |                                |                                |                                |                                |                                |                                |  |  |
|  |  |  |  |                                       |                                       |                                       |                                       |                                       |                                       |                          |                          |                          |                          |                          |                          |                        |                        |                                     |                          |                          |                          |                          |                          |  |  |                                   |                                   |                                       |                                       |                                            |                                            |                                            |                                            |                                            |                                            |                                    |                                    |                                    |                                    |                                    |                                    |                            |                            |                            |                            |                            |                            |  |  |  |  |                                |                                |                                |                                |                                |                                |  |  |
|  |  |  |  |                                       |                                       |                                       |                                       |                                       |                                       |                          |                          |                          |                          |                          |                          |                        |                        | Elizabeth Wells (1831-1882)         |                          |                          |                          |                          |                          |  |  |                                   |                                   |                                       |                                       |                                            |                                            |                                            |                                            |                                            |                                            |                                    |                                    |                                    |                                    |                                    |                                    |                            |                            |                            |                            |                            |                            |  |  |  |  |                                |                                |                                |                                |                                |                                |  |  |
|  |  |  |  |                                       |                                       |                                       |                                       |                                       |                                       |                          |                          |                          |                          |                          |                          |                        |                        |                                     |                          |                          |                          |                          |                          |  |  |                                   |                                   |                                       |                                       |                                            |                                            |                                            |                                            |                                            |                                            |                                    |                                    |                                    |                                    |                                    |                                    |                            |                            |                            |                            |                            |                            |  |  |  |  |                                |                                |                                |                                |                                |                                |  |  |
|  |  |  |  |                                       |                                       |                                       |                                       |                                       |                                       |                          |                          |                          |                          |                          |                          |                        |                        |                                     |                          |                          |                          |                          |                          |  |  |                                   |                                   |                                       |                                       |                                            |                                            |                                            |                                            |                                            |                                            |                                    |                                    |                                    |                                    |                                    |                                    |                            |                            |                            |                            |                            |                            |  |  |  |  |                                |                                |                                |                                |                                |                                |  |  |
|  |  |  |  |                                       |                                       |                                       |                                       |                                       |                                       |                          |                          |                          |                          |                          |                          |                        |                        | Hannah Wells (1837- )               |                          |                          |                          |                          |                          |  |  |                                   |                                   |                                       |                                       |                                            |                                            |                                            |                                            |                                            |                                            |                                    |                                    |                                    |                                    |                                    |                                    |                            |                            |                            |                            |                            |                            |  |  |  |  |                                |                                |                                |                                |                                |                                |  |  |
|  |  |  |  |                                       |                                       |                                       |                                       |                                       |                                       |                          |                          |                          |                          |                          |                          |                        |                        |                                     |                          |                          |                          |                          |                          |  |  |                                   |                                   |                                       |                                       |                                            |                                            |                                            |                                            |                                            |                                            |                                    |                                    |                                    |                                    |                                    |                                    |                            |                            |                            |                            |                            |                            |  |  |  |  |                                |                                |                                |                                |                                |                                |  |  |